# (14154) Negrelli
(14154) Negrelli (1998 SZ106) – planetoida z pasa głównego asteroid okrążająca Słońce w ciągu 4,46 lat w średniej odległości 2,71 j.a. Odkryta 26 września 1998 roku.